# Gustaf Carl Witt
Gustaf Carl Witt (i riksdagen kallad Witt i Karlskrona), född 5 april 1814 i Karlskrona, död 28 mars 1899 i Gränna, var en svensk militär och riksdagsman. Han var bror till Holjer Witt.

## Biografi
Gustaf Carl Witt föddes 1814 och var son till prosten Peter Sonnberg Witt (1778–1849) och Ingrid Maria Möldener. Han blev 1835 sekundlöjtnant vid flottans konstruktionskår och 1861 kaptenslöjtnant vid konstruktionskåren, avsked 1868. Witt var riksdagsman för borgarståndet i Karlskrona vid riksdagen 1862–1863 och ståndsriksdagen 1865–1866.Han var ledamot av riksdagens andra kammare 1867-1869, invald i Karlskrona valkrets. Han avled 1899 i Gränna.